# Ellinah Wamukoya
Ellinah Ntombi Wamukoya (1951-Suazilandia, 19 de enero de 2021) fue una obispa suazi anglicana. Es la primera obispa de la Iglesia anglicana de África del sur y del continente africano como obispa diocesana de la Diócesis Anglicana de Suazilandia.

## Primeros años
Wamukoya estudió en las universidades de Botsuana, Lesoto y Suazilandia. Fue capellana de la Universidad de Suazilandia y de St. Michael's High School en Manzini, así como secretaria del Ayuntamiento y fue elegida CEO del municipio de Manzini.

## Llegar a ser obispa
Wamukoya no fue inicialmente candidata para ser sucesora de Meshack Mabuza como obispo anglicano de Suazilandia, pero después de siete rondas de elecciones inconclusas fue elegida el 18 de julio de 2012 por una mayoría de dos tercios entre los miembros de la Asamblea Electiva. Fue consagrada el 17 de noviembre de 2012 por el Arzobispo Thabo Makgoba, quien proclamó que era "una gran ocasión". Ningún representante oficial del rey Suazi Mswati III asistió a la ceremonia. La ceremonia fue dirigida por David Dinkebogile, quien dijo que Wamukoya era "una Obispo, no una mujer negra, no una africana, no una mujer suazi" y que "ella iba a ser ser pastora para todos, para hombres y mujeres, para negros y blancos, para suazis y todos los demás en su diócesis".
Más tarde ella admitió que ser la primera mujer obispo en la iglesia anglicana era una gran responsabilidad y que era su responsabilidad probar que las mujeres pueden tomar ese papel, añadiendo "sé que el mundo entero está observándome para ver si lo voy lograr." Visitó Irlanda en el 2015, predicando en la Catedral de St Macartin, Enniskillen, el 25 de enero.
Falleció el 19 de enero de 2021 a los 69 años víctima de COVID-19.